# Tempesta Vaia
La tempesta Vaia è stata una forte tempesta mediterranea accaduta tra ottobre e novembre 2018, con raffiche di vento a livello uragano e forti piogge, che hanno provocato danni da inondazioni e schianti da vento in Francia, Italia, Croazia, Austria e Svizzera.

## Origine del nome
In Europa esiste la possibilità di pagare per dare il proprio nome a un evento meteorologico: l'Istituto di Meteorologia della Università libera di Berlino fin dagli anni cinquanta del XX secolo mette a disposizione un nome di donna in modo da assegnarlo in modo casuale a uno specifico evento (aree di alta o bassa pressione).
L'evento del 26-30 ottobre 2018 ha quindi preso il nome della signora Vaia Jakobs, manager di un grande gruppo multinazionale di materassi, grazie al regalo originale da parte di suo fratello.

## Dopo la tempesta
A seguito della devastazione causata dalla Tempesta Vaia, numerose aziende hanno avviato iniziative per recuperare il legno degli alberi abbattuti.

### Startup VAIA
Una delle aziende che si sono distinte in questo ambito è la startup VAIA. Fondata nel 2019, VAIA si dedica a trasformare il legno recuperato dalle foreste devastate in prodotti di design, il più noto dei quali è il VAIA Cube, un amplificatore audio naturale per smartphone realizzato interamente con il legno degli alberi abbattuti dall'uragano. Il progetto VAIA non solo valorizza le risorse naturali danneggiate ma sensibilizza anche il pubblico sul tema della sostenibilità; infatti, per ogni VAIA Cube l'azienda fornisce un contributo alla riforestazione delle aree colpite attraverso la piantumazione di nuovi alberi, impegnandosi attivamente nel recupero ambientale delle regioni danneggiate.

### Arte
Nel Trentino, l'arte ha trovato un modo unico di rispondere alla devastazione causata dalla Tempesta Vaia attraverso la creazione di sculture in legno. Artisti locali e internazionali hanno utilizzato il legno degli alberi abbattuti per realizzare opere d'arte che non solo celebrano la bellezza naturale del legno, ma servono anche come monumenti alla resilienza e alla rigenerazione della natura. Queste sculture sono esposte in vari luoghi della regione, attirando turisti e appassionati d'arte, e offrendo un modo tangibile per ricordare l'impatto della tempesta e la necessità di proteggere l'ambiente. L'artista e scultore Marco Martalar ha realizzato le seguenti opere : 
- Drago Alato di Vaia: Il Drago Alato di Magré si trovava nella frazione di Magré del comune di Lavarone, nell'Alpe Cimbra. Era il drago in legno più grande del mondo, realizzato con mesi di lavoro, 3.000 viti e 2.000 scarti di arbusti. Nell'agosto 2023 il Drago Vaia venne distrutto da un incendio doloso, fortunatamente all'inizio dell'estate del 2024, il drago rinacque dalla ceneri sempre con la mano di Martalar, rinominato Drago Vaia Regeneration, con le sue 6 tonnellate di legno carbonizzato 16 metri di lunghezza e 7 in altezza è la scultura di drago in legno più grande al mondo.

- Grifone Vaia del Tesino: Il Grifone Vaia del Tesino è un'opera in legno realizzata con scarti di abete rosso sradicati dalla tempesta Vaia nell'ottobre 2018 situata in località Celado nel comune di Castello Tesino.

- Haflinger a Strembo: La statua dell'Haflinger è stata creata recuperando le radici degli alberi spezzati dalla tempesta Vaia. La scelta del larice, il cui colore è simile a quello sauro dell’Haflinger e che è molto resistente, ha richiesto la ricerca di circa venti radici per oltre un anno, provenienti da diverse zone delle Giudicarie, da Madonna di Campiglio fino a Storo.

- Aquila a Mercesina: L'Aquila a Mercesina, con i suoi 7 metri di altezza e 5 di lunghezza e un peso di 1.600 kg, è la più grande aquila in legno d'Europa. Simbolo di forza e libertà, questa imponente scultura spiega le sue ali verso l'orizzonte, guardando verso i luoghi colpiti dalla tempesta Vaia.

- Lupa del Lagorai: La Lupa del Lagorai si trova a quota 1.600 metri nella frazione di Vetriolo (comune di Levico Terme, il centro termale più alto d’Europa. Alta 6 metri e realizzata con circa 2.000 scarti di legno, è un’opera dello scultore Marco Martalar.

- Cervo a Millegrobbe: Il Cervo di Vaia è una grande scultura in legno dalle forme sinuose e leggere, situata a 1.400 metri di quota in località Millegrobbe sull’Alpe di Cimbra, a 2 km da Luserna. Si staglia tra le montagne del Trentino con il suo palco imponente.